# Кроппенштедт
Кроппенштедт (нем. Kroppenstedt) — город в Германии, в земле Саксония-Анхальт. 
Входит в состав района Бёрде. Подчиняется управлению Вестлихе Бёрде.  Население составляет 1538 человек (на 31 декабря 2010 года). Занимает площадь 38,65 км². Официальный код  —  15 3 55 034.